# لويز براون
لويز جوي براون (بالإنجليزية: Louise Brown)‏ (ولدت في 25 يوليو 1978) هي امرأة إنجليزية معروفة بأنها أول إنسان ولد بعد الحمل عن طريق الإخصاب في المختبر أو التلقيح الاصطناعي.

## السيرة الذاتية
ولدت لويز جوي براون في مستشفى أولدهام العام في أولدهام عن طريق عملية قيصرية مقررة قام بها الطبيب جون وبستر. وبلغ وزنها 5 رطل و12 أوقية (2.608 كغم) عند الولادة. كان والداها، ليسلي وجون براون، يحاولان الإنجاب لمدة تسع سنوات. وكانت ليسلي تعاني من مضاعفات انسداد أنابيب فالوب.
في 10 نوفمبر 1977، خضعت ليسلي براون لإجراء أصبح معروفا فيما بعد باسم التلقيح الاصطناعي في المختبر، والذي طوره باتريك ستيبتو وروبرت إدواردز. حصل إدواردز على جائزة نوبل في الطب لعام 2010 لهذا العمل. وعلى الرغم من أن وسائل الإعلام تشير إلى براون بأنها "طفل أنبوب اختبار"، إلا أن حملها كان بالفعل في طبق بتري. وقد أُنجبت شقيقتها الصغرى ناتالي براون أيضا من خلال التلقيح الاصطناعي بعد أربع سنوات، وأصبحت الطفلة الأربعين في العالم المولودة بعد الحمل بالتلقيح الصناعي. في أيار / مايو 1999، كانت ناتالي أول إنسان مولود بعد الحمل من قِبل التلقيح الصناعي تقوم بولادة ابنتها كيسي من دون التلقيح الاصطناعي. أنجبت ناتالي في وقت لاحق ثلاثة أطفال أخرين؛ كريستوفر، ودانيال، وإيرون. ولد آخرهم في أغسطس 2013. وبعد أربع سنوات مات طفلها الثاني بسبب مشاكل طبية.
في عام 2004، تزوجت براون حارس الملهى الليلي ويسلي موليندر. وحضر الدكتور إدواردز حفل زفافهما. ووُلِد ابنهما كاميرون الذي تم إنجابه بشكل طبيعي في 20 ديسمبر 2006. وأنجبت براون ابنها الثاني، إيدن باتريك روبرت، في أغسطس 2013.
توفي والد براون في عام 2007. وتوفيت والدتها في 6 يونيو 2012 في مستشفى بريستول الملكي في سن 64؛ بسبب مضاعفات عدوى المرارة.

## قضايا أخلاقية ودينية
على الرغم من علم عائلة براون أن الإجراء كان تجريبيًا، إلا أن الأطباء لم يخبروهم بأنه لم تسفر أي حالة بعد عن رضيع. وقد أثار ذلك تساؤلات حول الموافقة المستنيرة.
قبل فترة وجيزة من وفاة البابا بولس السادس، عندما سُئل بطريرك البندقية، الكاردينال ألبينو لوسياني (البابا يوحنا بولس الأول) عن رد فعله على ولادة براون، أعرب عن مخاوفه من احتمال أن يؤدي التلقيح الاصطناعي إلى استخدام النساء كمصانع أطفال، لكنه رفض أيضا إدانة والدي الطفل، مع الإشارة إلى أنهم يريدون ببساطة أن يكون لديهم طفلا.

## وصلات خارجية
- لويز براون على موقع IMDb (الإنجليزية)
- لويز براون على موقع الموسوعة البريطانية (الإنجليزية)
- BBC profile of Louise Brown (July, 2003)
- History of the early years of IVF
- 30th birthday for first IVF baby (July 2008)